# Centralny Bank Konga
Centralny Bank Konga (fr. Banque Centrale du Congo, ang. Central Bank of the Congo) – bank centralny Demokratycznej Republiki Konga z siedzibą w Kinszasie, założony w 1961 roku (wówczas pod nazwą Bank Narodowy Konga).

## Historia

### Bank Konga Belgijskiego
Po wprowadzeniu w 1887 roku przez króla Leopolda II wspólnej waluty dla Wolnego Państwa Konga – franka, powstała potrzeba utworzenia banku depozytowego dla belgijskich inwestorów. W ten sposób, w 1909 (już po przyłączeniu państwa do Belgii i utworzeniu Konga Belgijskiego) został założony Bank Konga Belgijskiego (fr. Banque du Congo Belge) z siedzibą w Matadi. Bank został następnie przeniesiony do Léopoldville. W 1911 nadano bankowi przywilej emisji waluty państwowej.

### Bank Centralny Konga Belgijskiego i Ruanda-Urundi
30 lipca 1951 roku Bank Konga Belgijskiego został przekształcony w Bank Centralny Konga Belgijskiego i Ruanda-Urundi (fr. Banque Centrale du Congo Belge et du Rwanda-Urundi). Administracja centralna banku znajdowała się w Brukseli, natomiast swoją siedzibę główną miał w Léopoldville przy Avenue des Aviateurs 24. Inspektorat banku znajdował się w Bużumburze. Działalność rozpoczął w 1952 roku.

### Rada Monetarna
Po odzyskaniu niepodległości od Belgii w 1960 roku i powstaniu trzech oddzielnych państw – Demokratycznej Republiki Konga, Rwandy i Burundi, bank został rozwiązany. Na wniosek Międzynarodowego Funduszu Walutowego (MFW), dekretem z dnia 3 października 1960 roku, utworzono Radę Monetarną Demokratycznej Republiki Konga (fr. Conseil Monétaire de la République Démocratique du Congo). Głównym zadaniem tego organu było przygotowanie koncepcji i następnie utworzenie Banku Narodowego Konga (fr. Banque Nationale du Congo).

### Bank Narodowy Konga
Bank Narodowy Konga utworzono dekretem z mocą ustawy z dnia 23 lutego 1961 roku. Początkowo, z powodu odłączenia się Katangi, nie był w stanie działać na poziomie całego państwa. W 1964 roku rozwiązano Bank Centralny Katangi (fr. Banque du Katanga), a 20 czerwca tego samego roku oficjalnie rozpoczęto emisję waluty na cały kraj (banknoty o wartościach 20, 50, 100, 500 i 1000 franków).

### Bank Zairu

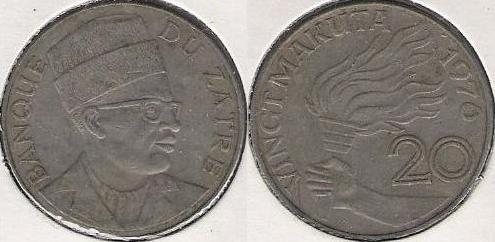
Moneta z czasów istnienia Banku Zairu

4 listopada 1971 w ramach polityki zairyzacji (program polegający na "pozbyciu się śladów kolonializmu i Konga Belgijskiego") prowadzonej przez prezydenta Mobutu Sese Seko zmieniono nazwę banku na Bank Narodowy Zairu (fr. Banque Nationale du Zaïre). Rok później przekształcono go w Bank Zairu (fr. Banque du Zaïre).

### Centralny Bank Konga
Po zmianie władzy i przywróceniu poprzedniej nazwy państwa, 17 maja 1997 powrócono do nazwy Banku Narodowego Konga. Rok później, 17 czerwca zmieniono nazwę na Centralny Bank Konga (fr. Banque Centrale du Congo).

## Działalność
Centralny Bank Konga odpowiada za określenie i realizację polityki pieniężnej kraju, której głównym celem jest zapewnienie stabilności ogólnego poziomu cen. Posiada zdolność zawierania umów, a także nabywania majątku i zarządzania nim. Jego aktywa, majątek, dochód, jak również prowadzone przez bank transakcje są zwolnione z wszelkich podatków.
Zgodnie z art. 176 Konstytucji DRK bank ma w swoich zadaniach:
- pieczę nad środkami publicznymi,
- zapewnienie ochrony i stabilności monetarnej,
- proponowanie i realizację polityki pieniężnej,
- kontrolę wszelkiej działalności bankowej,
- doradztwo finansowe i gospodarcze rządu.

## Organizacja
Obecną prezeską banku centralnego jest Malangu Kabedi, pełni tę funkcję od lipca 2021 roku.